# Anne Hamilton
Anne Douglas-Hamilton (12 octobre 1709 - 25 décembre 1748) est un noble écossais.

## Biographie
Il est né à St James's Square à Londres, troisième fils du Lieutenant général James Hamilton (4e duc de Hamilton), et de son épouse lady Elizabeth Gerard, fille de Digby Gerard, 5e baron Gerard. Son prénom chrétien inhabituel s'explique par le fait qu'il est prénommé d'après sa marraine, la reine Anne. Outre la reine, ses autres parrains sont John Churchill (1er duc de Marlborough) et Charles Spencer (3e comte de Sunderland) . Il est affecté dans les Coldstream Guards en tant qu'enseigne entre 1731 et 1733. 

### Famille
En 1733, il épouse secrètement Mary Edwards of Kensington, une très riche héritière. L'année suivante naît Gerard-Anne Edwards (l'enfant n'a pas été reconnu). En avril, Mary demande la séparation et obtient la restitution de tous ses biens.
Il épouse ensuite Anna Charlotta Maria Powell, fille de Charles Powell, en octobre 1742. Ils ont deux fils : le lieutenant-colonel James Hamilton (1746-1804) et l'amiral Charles Powell Hamilton (en) (1747-1825).
Gerard-Anne Edwards (1734-1773), de son côté, se marie en 1754, avec lady Jane Noel, fille de Baptist Noel (4e comte de Gainsborough). Ils sont les parents de Gerard Noel (2e baronnet), ancêtre des comtes de Gainsborough de la deuxième création. 

### Fin de vie
Anne Hamilton meurt en France à l'âge de 39 ans et est enterré à l'église St James de Piccadilly en juillet suivant. À la mort du 12e duc Hamilton en 1895, sans descendance masculine, c'est le descendant de Lord Anne, Alfred Douglas-Hamilton (13e duc de Hamilton), qui hérite du titre.